# Eburia baroni
Eburia baroni là một loài bọ cánh cứng trong họ Cerambycidae.